# Tóth Zoltán (történész)
Tóth Zoltán (Budapest, 1888. december 9. – Budapest, 1958. június 12.) történész, hadtörténész, muzeológus, a Magyar Tudományos Akadémia rendes tagja. Legfőbb szakterülete a középkori magyar hadtörténet volt, azon belül érdeklődése elsősorban a hadszervezeti és hadviselési formák, valamint a fegyverzetek vizsgálatára irányult. Különösen jelentősek Mátyás fekete seregére, illetve a huszárság eredethagyományára vonatkozó kutatásai.

## Életútja
A Ludovika Akadémián megkezdett katonai tanulmányait megszakítva a Budapesti Tudományegyetem történelem szakára iratkozott be. Marczali Henrik tanítványaként ott szerzett bölcsészdoktori és történelem–latin szakos tanári oklevelet 1912-ben. 1913-tól a Magyar Nemzeti Múzeum alkalmazásában állt mint a levéltári osztály napidíjas gyakornoka. 1919-ben átkerült a történeti osztályhoz, ahol 1939-ig végigment a ranglétrán: előbb a régiségtár segédőreként, majd múzeumi őreként dolgozott, utóbb a hadtörténeti gyűjtemény vezetőjévé nevezték ki, s első osztályú igazgatóőrként a történeti osztály vezetője lett. Múzeumi munkájával párhuzamosan 1921-ben középkori magyar hadtörténelem tárgykörben magántanári képesítést szerzett a Pázmány Péter Tudományegyetemen. 1930-tól 1932-ig a középkori magyar történelem helyettes tanára volt, majd 1934 után a magyar hadtörténelem címzetes nyilvános rendkívüli tanáraként oktatott. Fegyvertörténeti referensként részt vett a Monarchia felbomlását követő osztrák–magyar likvidációs tárgyalásokban.
1939-ben Pécsre költözött – a múzeumi hadtörténeti gyűjtemény vezetését továbbra is megtartva –, s két évig az Erzsébet Tudományegyetemen a középkori magyar és egyetemes történelem nyilvános rendes tanára volt. 1941-ben visszatért Budapestre, s a Magyar Nemzeti Múzeum történeti osztályához – időszakos nevén az Országos Történeti Múzeumhoz – beosztott nyilvános rendes egyetemi tanárként, az Országos Magyar Gyűjteményegyetem égisze alatt tevékenykedett 1952-es kényszernyugdíjazásáig. Addigi életművéért 1952-ben a történelemtudomány kandidátusa lett.

## Munkássága
Hézagpótló történeti kutatásai elsősorban a középkori magyar had- és fegyvertörténetre irányultak, tudományos vizsgálatai során figyelembe vette a társdiszciplínák – régészet, filológia, néprajz – vonatkozó eredményeit is. Már pályája elején behatóan foglalkozott I. Mátyás hadszervezésével és hadügyi politikájával, de Mátyás korának köztörténeti vonatkozásaival is. Ez irányú kutatásait 1925-ben koronázta meg a fekete seregről írott monográfiájával, amelyben elsőként tisztázta Mátyás zsoldosseregének történetét, annak vitás kérdéseit. Emellett behatóan foglalkozott a huszita szekérvárral és a hadászatban betöltött jelentőségével (1916, 1918), muzeológusként tipologizálta középkori feszítőzabláinkat (1920), valamint leírta Attila kardját (1930). Kutatásainak mintegy összegzéseként a Magyar művelődéstörténet című áttekintő kézikönyv (1939) általa írt fejezetében letisztult szintézisét adta a magyarországi hadviselés középkori átalakulásának.
Pályája során a középkori hadtörténelem művelődéstörténeti, oklevéltani és nyelvészeti vonatkozásaival is behatóbban foglalkozott, jeles szakértőjévé vált a 15–17. századi krónikairodalomnak. A magyar királylándzsa (1933) és a Hartvik-legenda (1942–1943) kapcsán tisztázta a Szent Korona eredetének egyes kérdéseit, a huszárság eredetével kapcsolatban pedig kimutatta, hogy a korabeli délibábos nyelvészkedésekkel szemben az elnevezés a latin cursor szóból szláv közvetítéssel magyarosodott huszárrá (1934). Mindemellett foglalkozott a német koronázási formula (1928), illetve a Botond-monda eredetével és filológiájával is.
Muzeológusként több fegyverkiállítást rendezett a Magyar Nemzeti Múzeumban, s a második világháborút követően részt vett a nagy történeti kiállítás előkészítő munkálataiban is. Pályája során több múzeumközi tanulmányutat tett Ausztriában, Csehszlovákiában, Németországban, Franciaországban, Olaszországban, Svájcban, a Balkán-félszigeten és Törökországban.

### Társasági tagságai és elismerései
1927-ben a Magyar Tudományos Akadémia levelező, 1940-ben rendes tagjává választották, 1924-től 1945-ig volt az Akadémia hadtörténeti bizottságának tagja. Az Akadémia átszervezésekor, 1949-ben tanácskozó taggá minősítették vissza, s rendes tagságát – több akadémikuséval együtt – csak posztumusz, 1989-ben állították helyre.
1922-ben az MTA pénzjutalommal járó Lévay Henrik-díjának kitüntetettje lett. Évtizedeken keresztül igazgatóválasztmányi tagként segítette a Magyar Történelmi Társulat munkáját. 1928-tól választmányi tagja volt a Nemzetközi Múzeumi Tanácsnak (Internationaler Museumverein). 1949–1950-ben a Magyar Heraldikai és Genealógiai Társaság alelnöki tisztét töltötte be.

### Főbb művei
- Mátyás király idegen zsoldosserege: A fekete sereg. Budapest: Stádium. 1925.
- "Attila's Schwert" : Studie über die Herkunft des sogenannten Säbels Karls des Grossen. Budapest: Akadémiai Kiadó. 1930.